# Cesta (gmina Dobrepolje)
Cesta – wieś w Słowenii, w gminie Dobrepolje. W 2018 roku liczyła 273 mieszkańców.